# Atte Pentikäinen

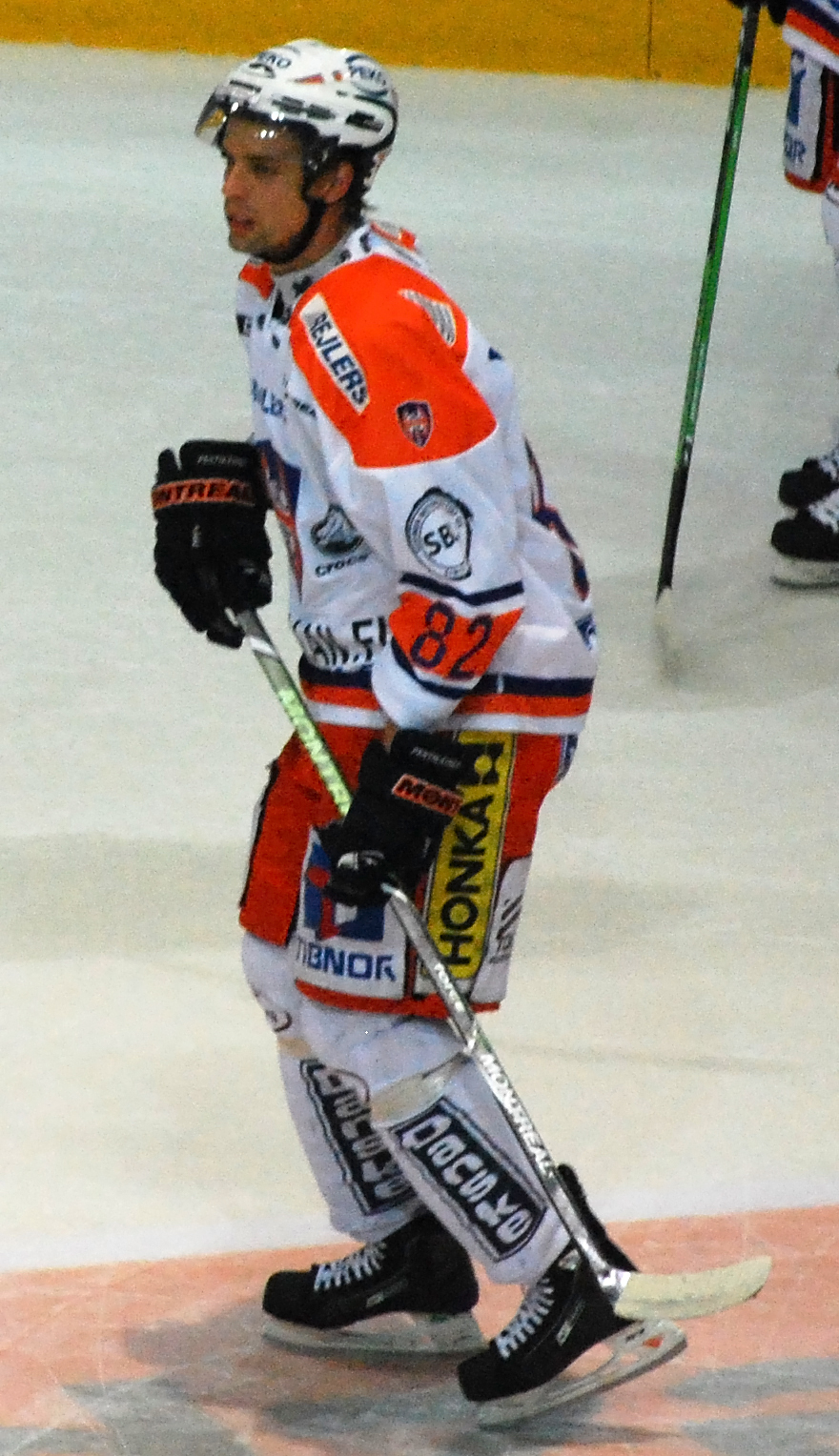
Atte Pentikäinen

Atte Pentikäinen, född 13 december 1982 i Juupajoki, är en finländsk ishockeyspelare. Han spelar i Ilves i SM-liiga. Han vann brons med Tappara 2008 och har även ett SM-liiga-silver med Jokerit från 2006. Pentikäinen spelade under säsongen (2006-07) för Färjestads BK.